# ساقی‌نامه ۲
ساقی نامه ۲ یا نسیم صبحگاهی نام آلبومی است با صدای شهرام ناظری؛ موسیقی این اثر ساختهٔ کامبیز روشن‌روان است.

## توضیح اثر

### نوازندگان
- ویلن: منوچهر انصاری
- ویلن: همایون رحیمیان
- ویلن: رضا عالمی
- ویلن: مجتبی میرزاده
- ویلن: ارسلان کامکار
- ویلن آلتو: نوروز یزدانی
- ویلن آلتو: سیاوش ظهیرالدینی
- ویلنسل: منوچهر باستان‌سیر
- ویلنسل: کریم قربانی
- کنتر باس: علیرضا خورشیدفر
- کلارینت: اکبر محمدی
- تیمپانی: علیرضا قوامی
- کمانچه: اردشیر کامکار
- کمانچه: هادی منتظری
- قیچک: اردشیر کامکار
- تار: منصور سینکی
- بربط: ارسلان کامکار
- رباب: بیژن کامکار
- سه‌تار: محمد فیروزی
- تنبک: جمشید محبی
- دف: بیژن کامکار
- تنبور: علی ناظری

### آوازجمعی
- مهدی شمس نیکنام
- بیژن کامکار
- محمدرضا اخوان

### تکنوازان
- اسدالله حجازی: تار
- غلامحسین بهروزی‌نیا: بربط
- اردشیر روحانی: پیانو
- کمانچه: هادی آرزم
- نی: محمدعلی کیانی‌نژاد
- سنتور: بهنام مناهجی

### فهرست

#### روی اول
- پیش درآمد:
  - نصیرخوانی
  - فیلی
  - خوارزمی
- آواز: پریشان دماغیم
- تصنیف: خراباتیان
- آواز:
  - گشایش
  - داد
- ارکستر: نسیم صبحگاهی

#### روی دوم
- آواز: وصیت‌نامه
- ترجیع‌بند:
  - شکسته
  - دلکش
  - راک عبدالله
  - نیشابورک
  - ملک حسینی
  - عراق

### ترانه‌ها
1. پیش در آمد
2. آواز: پریشان دماغیم، شعر از رضی‌الدین آرتیمانی
3. تصنیف خراباتیان، شعر از وحدت کرمانشاهی
4. آواز: گشایش - داد، شعر از رضی‌الدین آرتیمانی
5. ارکستر: نسیم صبحگاهی
6. آواز: وصیت‌نامه، شعر از حافظ
7. ترجیع‌بند، شعر از رضی‌الدین آرتیمانی و حافظ

## منبع
- تارنمای شهرام ناظری